# ولادیمیر پولنیکوف
ولادیمیر پولنیکوف (انگلیسی: Vladimir Poulnikov؛ زادهٔ ۶ ژوئن ۱۹۶۵) دوچرخه‌سوار اهل اوکراین است.
از باشگاه‌هایی که در آن بازی کرده‌است می‌توان به تیم دوچرخه‌سواری کاررا اشاره کرد.